# Mark Dundas, 4. Marquess of Zetland
Lawrence Mark Dundas, 4. Marquess of Zetland  (* 28. Dezember 1937), weniger förmlich Mark Zetland genannt, ist ein britischer Peer. 1961 bis 1989 war er unter dem Höflichkeitstitel Earl of Ronaldshay bekannt.

## Leben
Mark Dundas ist ein Sohn von Lawrence Aldred Mervyn Dundas, 3. Marquess of Zetland und Katherine Mary Penelope Pike. Seine schulische Ausbildung erhielt er in der Harrow School und am zur Universität Cambridge gehörigen Christ’s College.
In der am 4. August 1959 ausgestrahlten Folge der Quizsendung Sag die Wahrheit (englisch To Tell the Truth) trat Mark Dundas als Wettkandidat auf. 1994 wurde er zum Deputy Lord Lieutenant der Grafschaft North Yorkshire ernannt. Derzeit residiert er in Aske Hall, einem zwei Kilometer nördlich von Richmond in North Yorkshire gelegenen Landsitz.
Mark Dundas ist der ältere Bruder des Rockmusikers David Dundas. Er heiratete am 4. April 1964 Susan Rose Chamberlin. Aus der Ehe gingen vier Kinder hervor:
- Robin Lawrence Dundas, Earl of Ronaldshay (* 5. März 1965)
- Lord James Edward Dundas (* 2. Mai 1967)
- Lady Henrietta Kate Dundas (* 9. Februar 1970)
- Lady Victoria Clare Dundas (* 2. Januar 1973)[2][3]

## House of Lords
1989 erbte Dundas nach dem Tod seines Vaters den Titel eines Marquess of Zetland und den damit verbundenen Sitz im House of Lords. Durch den House of Lords Act 1999 verlor er seinen Sitz wieder.